# Hieronymus Bosch rajzainak listája
Az alábbi nem teljes lista Hieronymus Bosch németalföldi festő rajzait tartalmazza.
| Rajz | Részletek |
| ---- | --- |
|      | Infernal Landscape toll és barna tinta 25,9 x 19,7 cm magángyűjtemény |
|      | Két szörny tollrajz 86 x 182 mm Staatliche Museen, Berlin Kétoldalú rajz. |
|      | Szörnyek (tanulmány) Az előző rajz hátoldala. |
|      | Méhkas és boszorkányok toll és bistre 192 x 270 mm Albertina, Bécs |
|      | Koldusok toll és bistre 285 x 205 mm Albertina, Bécs Szerzősége vitatott: Bosch vagy Id. Pieter Brueghel.                                                                                           |
|      | Beggars and Cripples toll és bistre 264 x 198 mm Bibliothèque Royale Albert I, Brüsszel Szerzősége vitatott: Bosch vagy Id. Pieter Brueghel.                                                        |
|      | Christ Carrying The Cross toll 236 x 198 mm Museum Boijmans Van Beuningen, Rotterdam Korábban Bosch-nak tulajdonították.                                                                            |
|      | A comical barber scene toll és barna tinta mészkövön 174 × 207 mm British Museum, London A rajz alapján Pieter van der Heyden készített metszetet.                                                  |
|      | Death of the Miser 256 x 149 mm Louvre, Párizs Feltehetően Bosch egyik követőjének az alkotása. Korábban Bosch Death and the Miser című festményéhez készített tanulmányrajzaként tartották számon. |
|      | Group of Male Figures toll 124 x 126 mm Pierpont Morgan Library, New York Szerzősége bizonytalan.                                                                                                   |
|      | Mary and John at the Foot of the Cross ecset 302 x 172 mm Kupferstich-Kabinett, Drezda |
|      | Kakukkfészek toll és bistre 140 x 196 mm Museum Boijmans Van Beuningen, Rotterdam |
|      | Scenes in Hell toll és bistre 163 x 176 mm Staatliche Museen, Berlin . Szerzősége bizonytalan. |
|      | Tanulmányok toll és bistre 205 x 263 mm Louvre, Párizs Szerzősége bizonytalan. |
|      | Szörnyek toll és bistre 318 x 210 mm Ashmolean Museum, Oxford Kétoldalú rajz. |
|      | Szörnyek (tanulmány) Az előző rajz hátoldala. |
|      | Szent Antal megkísértése toll és bistre 257 x 175 mm Staatliche Museen, Berlin Szerzőség bizonytalan. A rajz alapján festmény készült                                                               |
|      | The Entombment 1507 Ink and grey wash 250 x 350 mm British Museum, London Korábban Bosch-nak tulajdonították.                                                                                       |
|      | Az erdő, amely hall és a mező, amely lát toll és bistre 202 x 127 mm Staatliche Museen, Berlin |
|      | Bolondok hajója 1500 körül Wash on gray paper Louvre, Párizs Ismeretlen művész, Bosch után. |
|      | Ship in Flames toll és bistre 176 x 153 mm Bécsi Képzőművészeti Akadémia, Bécs Szerzősége bizonytalan.                                                                                              |
|      | Emberfa 1470-es évek (?) toll és bistre 277 x 211 mm Albertina, Bécs A rajzon látható motívum szerepel Bosch Gyönyörök kertje című triptichonján.                                                   |
|      | Two Caricatured Heads toll és bistre 133 x 100 mm Lehmann Collection, New York |
|      | Két szörny toll és bistre 164 x 116 mm Staatliche Museen, Berlin Kétoldalú rajz. |
|      | Béka és a szárnyas démon Az előző rajz hátoldala. |
|      | Két boszorkány toll és bistre 125 x 85 mm Museum Boijmans Van Beuningen, Rotterdam |
|      | Boszorkányok toll és bistre 203 x 264 mm Louvre, Párizs Brueghel neve szerepel rajzon, mégis elfogadottan Bosch rajzaként tartják számon.                                                           |